# Ochthebius elburzi
Ochthebius elburzi es una especie de escarabajo del género Ochthebius, familia Hydraenidae. Fue descrita científicamente por Ferro en 1987.
Se distribuye por Irán. Mide 1,6 milímetros de longitud. Se ha encontrado a altitudes de hasta 1900 metros.